# Tulpenrallye

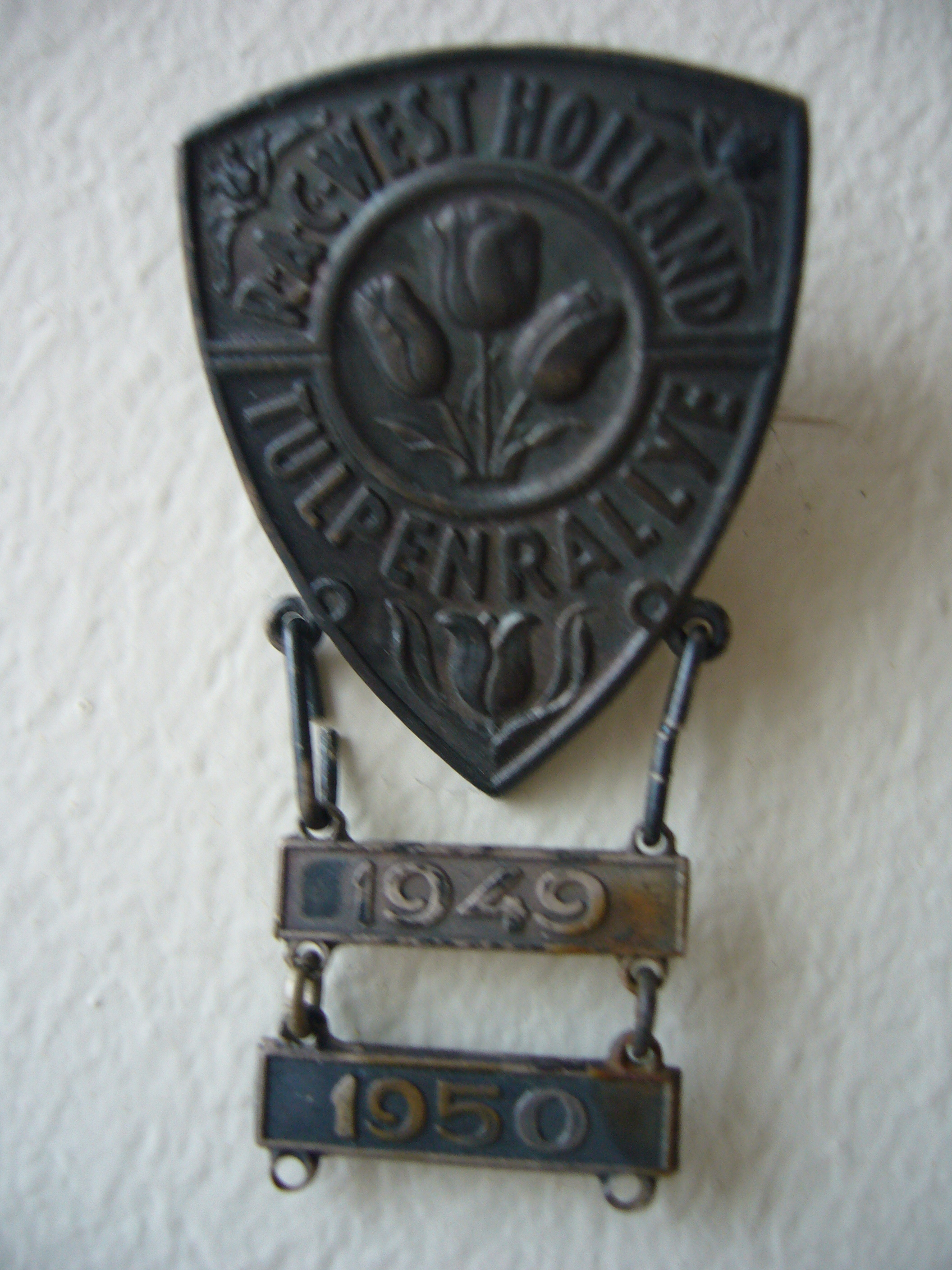
Herinneringsspeld uit 1949

De Tulpenrallye is de oudste Nederlandse autorally, hij is voor het eerst in 1949 georganiseerd.
De equipes worden in drie klassen verdeeld: Tour, Sport en Expert. De Expertklasse is voor de navigators die in de afgelopen 2-6 jaren in de Top-20 van de Sportklasse zijn geëindigd, of in het voorgaande jaar in de Top-20 van de Expertklasse eindigden of in de Top-5 van de Sportklasse. In de Tourklasse rijden teams met weinig of geen ervaring.
Sinds 1992 wordt de Rallye georganiseerd als Historic Tulpenrallye, waarbij de deelnemende auto's van voor 31 december 1971 moeten zijn. Zij worden in Klasse C, D, E, F of G verdeeld, afhankelijk van hun leeftijd. Als er geen 3 auto's in een van die klassen is, wordt de klasse samengevoegd met de volgende klasse. In 2007 deden er 43 equipes in de Expertklasse mee, 140 in de Sporting/Expertklasse, 93 in de Sportingklasse en 42 in de Touringklasse.
Nog enkele wetenswaardigheden:
- Er mag geen gebruik worden gemaakt van een telefoon, tenzij men pech heeft.
- Moderne stopwatches en horloges zijn toegestaan.
- In de kofferbak mag een jerrycan met maximaal 10 liter extra brandstof worden meegenomen.
- Overtredingen van de maximale snelheid wordt met strafsecondes bestraft.

## Edities

### Editie 2008
Op 5 mei 2008 startte de 55e International Historic Tulpenrallye in Annecy, waar in 1948 het plan voor de Tulpenrallye is ontstaan. De route werd uitgezet door Adrie Brugmans en Jaap Daamen, en gaat voor een deel door de Alpen en de Vogezen. De oudste auto's die staan ingeschreven zijn een Bentley en een Citro, beiden uit 1937.

### Editie 2011
Deze editie werd door een vrijwel geheel nieuw gebied verreden, met  routes door Aquitanië, Midi-Pyrénées en Auvergne. Na de start in Monestier (bij Bergerac) deed de karavaan onder andere de plaatsen Montauban, Rodez, Vichy, Troyes en Dinant aan. In totaal zijn 207 equipes op maandag 1 mei van start gegaan, 181 daarvan bereikten de finish bij Grand Hotel ‘Huis ter Duin’ in Noordwijk.
De equipe Jan Ebus / Jan Berkhof heeft met hun Mercedes-Benz 300SL roadster na wedstrijd over 6 dagen en ruim 2400 kilometer de 58e International Historic Tulpenrallye op hun naam geschreven. Zij wonnen eerder de Coupe Rallye des Tulipes in 2002.

### Editie 2012
De start van de 59e Tulpenrallye was op maandag 6 mei 2012 in Évian-les-Bains in Haute-Savoie in Frankrijk. De eerste dag voerde de route van de rally via bergwegen in de Alpen verder naar het zuiden in de richting van Albertville. Maandagavond 7 mei finisht de karavaan in Aix-les-Bains. Op dinsdag liep de route ten westen van het Meer van Genève door de Jura en daarna verder in Zwitserland, met de finish in Thun aan het Meer van Thun. Woensdag reden de deelnemers dan meer in noordelijke richting met een ochtendtraject in Zwitserland en ’s middags door de Vogezen in de richting van Colmar. De Vogezen, waar de Tulpenrallye in zijn historie zeer vaak is gereden, vormen op woensdag ook het decor voor de avondetappe voor de Expertklasse. Donderdag ging de route richting Duitsland, met de finish in Bad Kreuznach. Vrijdag liep grotendeels door Duitsland, met een lunch op de Nürburgring en de finish in het schilderachtige kasteel Vaeshartelt in Maastricht. Zaterdag 12 mei werd de laatste etappe verreden naar de finish bij Grand Hotel Huis ter Duin in Noordwijk. Voor de finish in Noordwijk wachtte de deelnemers op de boulevard als afsluiting nog de Tulpenrallye Sprint als laatste beproeving voor zij aan de finish de tulpen in ontvangst konden nemen en volgens traditie haring en korenwijn kregen.
In 2012 verschenen er ruim 200 equipes aan de start in Évian-les-Bains. De deelnemers reden allemaal in auto’s die zijn gebouwd voor 1972. Aan de start stonden onder andere de volgende automerken: Alfa-Romeo, Bentley, Porsche en Volvo. De equipes werden verdeeld in vier verschillende klassen:
- Vintageklasse, voor auto’s gebouwd voor 1951;
- Tourklasse, voor deelnemers met weinig of geen rallyervaring;
- Sportklasse, voor meer ervaren equipes;
- Expertklasse, voor de equipes met de meeste ervaring.

Het evenement werd verreden over 6 dagen; de lengte van de rally is voor de Vintageklasse circa 1900 km en voor de Expertklasse circa 2400 km. De deelnemers voerden in de verschillende klassen een spannende strijd om de juiste routes en controles op tijd te vinden en de correcte passeertijden bij de tijdcontroles te laten noteren. De Tulpenrally is geen snelheidsevenement; de nadruk tijdens de rally ligt op navigatie en een groot aantal regelmatigheidstests. De gehele route voert over openbare wegen door Europa, en voor het gebruik van al deze wegen is door de organisatie vooraf toestemming gevraagd aan de verantwoordelijke autoriteiten. Alle deelnemers dienen zich volledig te houden aan de regels op de openbare weg waarop wordt gereden en dit wordt door de organisatie streng gecontroleerd.

### Editie 2015
Tijdens de 62e editie van deze rallye die startte in Saint-Vincent (Italië), met ruim 230 deelnemende equipes, zijn twee Nederlandse deelnemers in de voorlaatste etappe met hun Austin-Healey in Luxemburg uit de bocht gevlogen en in een ravijn terechtgekomen. Als door een wonder zijn ze er met lichte verwondingen van afgekomen.

## Lijst van winnaars

### Historic Tulpenrallye
| Editie | Jaar | Rijder                           | Navigator                        | Auto                                  |                                  |
| ------ | ---- | -------------------------------- | -------------------------------- | ------------------------------------- | -------------------------------- |
| 69     | 2023 | Harm Lamberigts                  | Bart den Hartog                  | Ford Escort Mexico uit 1971           |                                  |
| 68     | 2022 | Hans van der Kooij               | Bas de Rijk                      | Alfa Romeo GT Junior uit 1969         |                                  |
| 67     | 2021 | Harm Lamberigts                  | Bart den Hartog                  | Ford Escort Mexico uit 1971           |                                  |
|        | 2020 | 2020 editie verschoven naar 2021 | 2020 editie verschoven naar 2021 | 2020 editie verschoven naar 2021      | 2020 editie verschoven naar 2021 |
| 66     | 2019 | Harm Lamberigts                  | Bart den Hartog                  | Ford Escort Mexico uit 1971           |                                  |
| 65     | 2018 | Harm Lamberigts                  | Bart den Hartog                  | Ford Escort Mexico uit 1971           |                                  |
| 64     | 2017 | Albert Boekel                    | Remco Luksemburg                 | Alfa Romeo Giulia uit 1966            |                                  |
| 63     | 2016 | Alexander Leurs                  | Peter van Hoof                   | Opel Ascona 1.9 SR uit 1970           |                                  |
| 62     | 2015 | Rinus Sinke                      | Bart den Hartog                  | Austin Healey uit 1957                |                                  |
| 61     | 2014 | Alexander Leurs                  | Peter van Hoof                   | Opel Ascona 1.9 SR uit 1970           |                                  |
| 60     | 2013 | Koen Bender                      | Willem van Leeuwen               | MG A Twin-cam uit 1959                |                                  |
| 59     | 2012 | Rinus Sinke                      | Bart den Hartog                  | Austin Healey uit 1957                |                                  |
| 58     | 2011 | Jan Ebus                         | Jan Berkhof                      | Mercedes-Benz 300SL roadster uit 1957 |                                  |
| 57     | 2010 | Paul Wignall                     | Mark Appleton                    | Porsche 911S uit 1970                 |                                  |
| 56     | 2009 | Rinus Sinke                      | Bart den Hartog                  | Austin Healey uit 1957                |                                  |
| 55     | 2008 | Rutger Reinders                  | Erwin Berkhof                    | Porsche 911S uit 1967                 |                                  |
| 54     | 2007 | Jos Lommerse                     | Marleen Hendrikse                | Alfa Romeo Giulia 1300                |                                  |
| 53     | 2006 | Bert Dolk                        | Erwin Berkhof                    | Alfa Romeo Giulietta Sprint           |                                  |
| 52     | 2005 | Bert Dolk                        | Erwin Berkhof                    | Alfa Romeo Giulietta Sprint           |                                  |
| 51     | 2004 | Bert Dolk                        | Erwin Berkhof                    | Alfa Romeo Giulietta Sprint           |                                  |
| 50     | 2003 | Karel Westerman                  | Roosenboom                       | Porsche 356 B                         |                                  |
| 49     | 2002 | Jan Ebus                         | Jan Berkhof                      | Mercedes-Benz 300 SL                  |                                  |
| 48     | 2001 | Bert Dolk                        | Robert Rorife                    | Volvo 122 S                           |                                  |
| 47     | 2000 | Adrie Brugmans                   | Jaap Daamen                      | Alfa Romeo Giulia GT                  |                                  |
| 46     | 1999 | Horst Deumel                     | Potjans                          | BMW 2000 TI                           |                                  |
| 45     | 1998 | Eddy van den Hoorn               | René Smeets                      | Volvo 122 S                           |                                  |
| 44     | 1997 | Eddy van den Hoorn               | René Smeets                      | Volvo 122 S                           |                                  |
| 43     | 1996 | Roger Munda                      | Robert Rorife                    | Porsche 911                           |                                  |
| 42     | 1995 | Eddy van den Hoorn               | René Smeets                      | Volvo 122 S                           |                                  |
| 41     | 1994 | Andersen                         | Friborg                          | Volvo 123 GT                          |                                  |
| 40     | 1993 | Peter van Merksteijn             | Hans van Beek                    | Porsche 911                           |                                  |
| 39     | 1992 | Peter van Merksteijn             | Hans van Beek                    | Porsche 911                           |                                  |

### Tulpenrallye
| Editie                        | Jaar | Rijder                       | Navigator           | Auto                    |
| ----------------------------- | ---- | ---------------------------- | ------------------- | ----------------------- |
| 38                            | 1991 | John Bosch                   | Kevin Gormley       | BMW M3                  |
| 1990 editie geannuleerd       |      |                              |                     |                         |
| 37                            | 1989 | Erwin Doctor                 | Theo Badenberg      | Ford Sierra RS Cosworth |
| 36                            | 1988 | John Bosch                   | Kevin Gormley       | BMW M3                  |
| 35                            | 1987 | John Bosch                   | Guy Hodgson         | Audi Quattro A2         |
| 34                            | 1986 | Stig Andervang               | Anja Lieuwma        | Ford RS200              |
| 33                            | 1985 | John Bosch                   | Lambert Peeters     | Audi Quattro A2         |
| 32                            | 1984 | Stig Andervang               | André Schoonenwolf  | Ford Escort RS1800      |
| 31                            | 1983 | Renger Guliker               | Bob Dickhout        | Porsche 911 SC          |
| 30                            | 1982 | Jan Bak                      | André Schoonenwolf  | Porsche Carrera         |
| 1981 editie geannuleerd       |      |                              |                     |                         |
| 29                            | 1980 | Jan van der Marel            | Bruno van Traa      | Opel Kadett GT/E        |
| 28                            | 1979 | Bror Danielsson              | David Booth         | Ford Escort RS1800      |
| 27                            | 1978 | Russell Brookes              | John Bryant         | Ford Escort RS1800      |
| 26                            | 1977 | Gilbert Staepelaere          | Eric Bessem         | Ford Escort RS1800      |
| 25                            | 1976 | Lars Carlsson                | Bob de Jong         | Opel Kadett GT/E        |
| 1975 editie geannuleerd       |      |                              |                     |                         |
| 24                            | 1974 | Walter Röhrl                 | Jochen Berger       | Opel Ascona             |
| 23                            | 1973 | Bert Dolk                    | Bob de Jong         | Opel Ascona SR          |
| 1971/1972 edities geannuleerd |      |                              |                     |                         |
| 22                            | 1970 | Kees van Grieken             | Marcel Verbunt      | BMW 2002 TI             |
| 21                            | 1969 | Gilbert Staepelaere          | André Aerts         | Ford Escort TC          |
| 20                            | 1968 | Roger Clark                  | Jim Porter          | Ford Escort TC          |
| 19                            | 1967 | Vic Elford                   | David Stone         | Porsche 911 S           |
| 18                            | 1966 | Rauno Aaltonen               | Henry Liddon        | BMC Mini Cooper S       |
| 17                            | 1965 | Rosemary Smith               | Valerie Domleo      | Hillman Imp             |
| 16                            | 1964 | Timo Mäkinen                 | Tony Ambrose        | Morris Mini Cooper S    |
| 15                            | 1963 | Gréder                       | Delalande           | Ford Falcon Sprint      |
| 14                            | 1962 | Pat Moss                     | Ann Riley           | Morris Mini Cooper      |
| 13                            | 1961 | Jeff Mabbs                   | Leslier Griffits    | Triumph Herald Coupé    |
| 12                            | 1960 | René Trautmann               | Verrier             | Citroën ID 19           |
| 11                            | 1959 | Morley                       | Morley Hencock      | Jaguar 3.4              |
| 10                            | 1958 | Kolwes                       | Lautmann            | Volvo PV544             |
| 9                             | 1957 | Hans Kreisel                 | Ten Hope            | Renault Dauphine        |
| 8                             | 1956 | Brookes                      | Brookes             | Austin A30              |
| 7                             | 1955 | Hans Tak                     | Niemöller           | Mercedes-Benz 300 SL    |
| 6                             | 1954 | Stasse                       | Gendebien           | Alfa Romeo 1900 Ti      |
| 5                             | 1953 | Hugo van Zuylen van Nijevelt | Eschauzier          | Jowett Javelin          |
| 4                             | 1952 | Ken Wharton                  | Langelaan Meisl     | Ford Consul             |
| 3                             | 1951 | Ian Appleyard                | Pat Appleyard Carol | Jaguar XK120            |
| 2                             | 1950 | Ken Wharton                  | Langelaan Dorsett   | Ford Pilot              |
| 1                             | 1949 | Ken Wharton                  | Cooke               | Ford Anglia             |